# Хиброн (Пенсилванија)
Хиброн (енгл. Hebron) насељено је место без административног статуса у америчкој савезној држави Пенсилванија.

## Демографија
По попису из 2010. године број становника је 1.305.
| Група             | 2000.    | 2010.         |
| Белци             | 0 (0,0%) | 1.039 (79,6%) |
| Афроамериканци    | 0 (0,0%) | 75 (5,7%)     |
| Азијати           | 0 (0,0%) | 7 (0,5%)      |
| Хиспаноамериканци | 0 (0,0%) | 181 (13,9%)   |
| Укупно            | 0        | 1.305         |